# Tutelina
Tutelina Simon, 1901 è un genere di ragni appartenente alla famiglia Salticidae.

## Distribuzione
Le sei specie oggi note di questo genere sono diffuse principalmente negli USA; vari esemplari di due specie sono stati rinvenuti in Canada. T. rosenbergi è endemica dell'Ecuador, mentre T. purpurina lo è della Guyana.

## Tassonomia
A maggio 2010, si compone di sei specie:
- Tutelina elegans (Hentz, 1846)[2] — USA
- Tutelina formicaria (Emerton, 1891) — USA
- Tutelina harti (Peckham, 1891)[3] — USA, Canada
- Tutelina purpurina Mello-Leitão, 1948 — Guyana
- Tutelina rosenbergi Simon, 1901 — Ecuador
- Tutelina similis (Banks, 1895) — USA, Canada

### Specie trasferite
- Tutelina albonotata Caporiacco, 1947; ridenominata come Pachomius albonotatus (Caporiacco, 1947), ne è stata riconosciuta la sinonimia con Pachomius dybowskii (Taczanowski, 1871) a seguito di uno studio dell'aracnologa Galiano del 1994[1].

### Nomen dubium
- Tutelina iridea Caporiacco, 1954; gli esemplari, rinvenuti nella Guiana francese, a seguito di uno studio degli aracnologi Ruiz e Brescovit del 2008, sono da ritenersi nomen dubium[1].

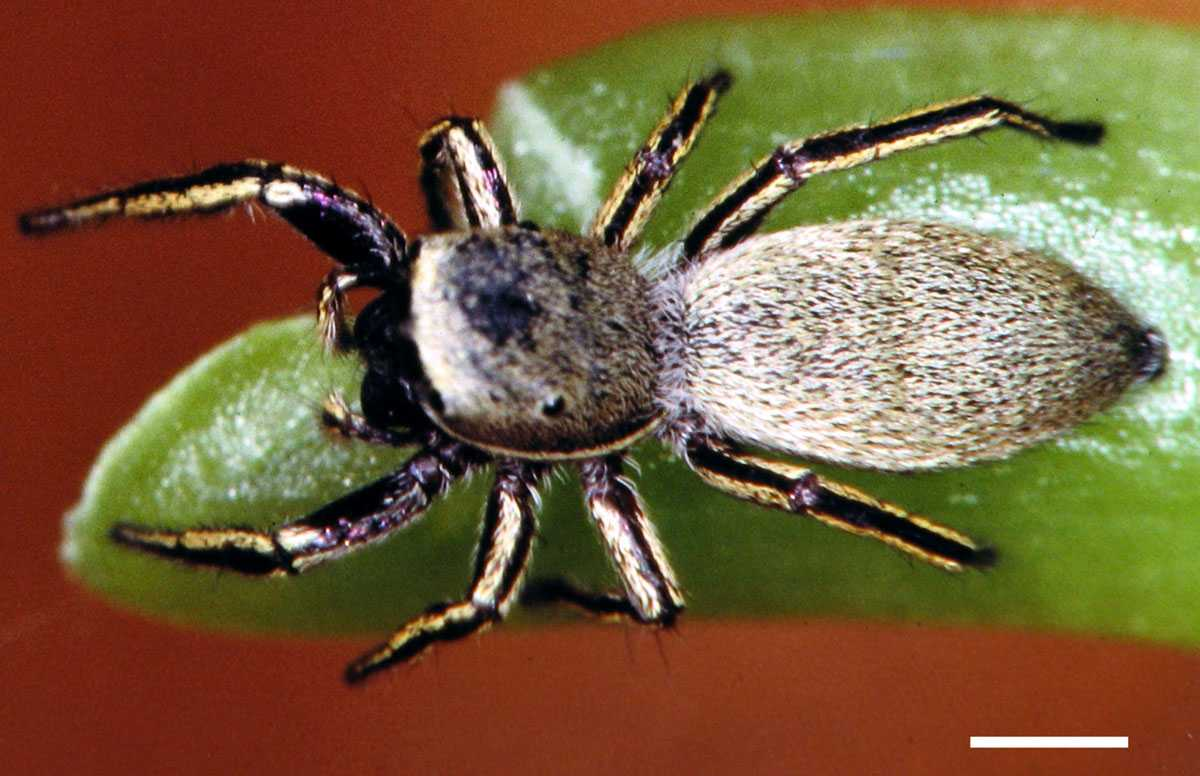
Tutelina similis, femmina